# Companyia de Ferrocarrils de Shikoku

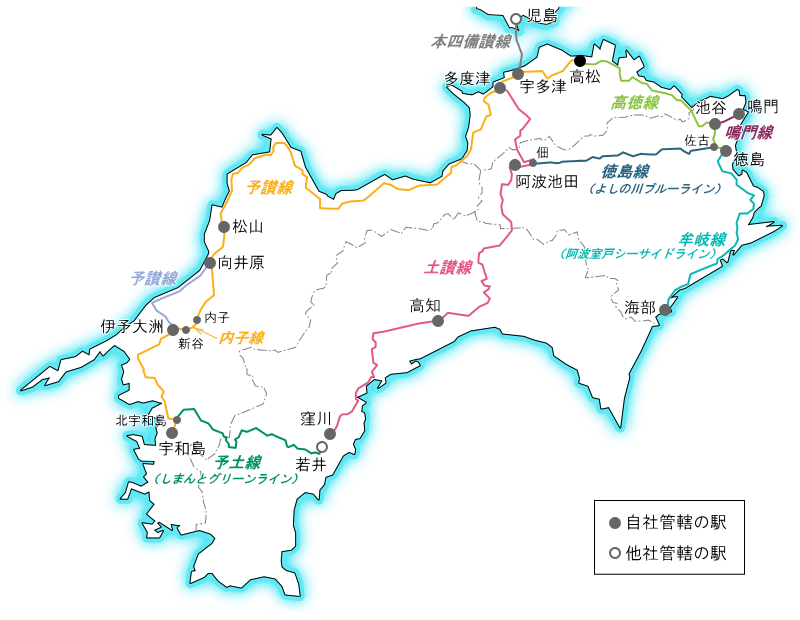
Línies de JR Shikoku

La Companyia de Ferrocarrils de Shikoku (四国旅客鉄道, Shikoku Ryokaku Tetsudō), Ferrocarril de Passatgers de Shikoku en la seua denominació oficial en japonès i communment coneguda i abreujada com a JR Shikoku (JR四国, Jei-āru Shikoku) és la més xicoteta de les set companyies constituents del grup Japan Railways (JR). L'empresa opera serveis urbà i interurbà de ferrocarrils a les quatre prefectures de l'illa de Shikoku, al Japó. La companyia té la seua seu central a la ciutat de Takamatsu, capital de la prefectura de Kagawa.

## Història
La companyia opera a tot el territori de Shikoku des del 1987, quan el govern japonés privatitzà els Ferrocarrils Nacionals Japonesos (JNR) i aquests foren substituïts pel grup Japan Railways (JR). L'any 1986 ja s'havia inaugurat la línia Uchiko, situada a la prefectura d'Ehime i la qual substituïa a la línia circular de la costa que ja havia quedat obsoleta, lenta i més exposada als tifons.
En l'actualitat, JR Shikoku és, junt amb la Companyia de Ferrocarrils de Hokkaidō (JR Hokkaidō) i la Companyia de Ferrocarrils de Mercaderies del Japó (JR Freight), una de les poques companyies del grup JR que encara no han passat a propietat privada i romanen en mans públiques del govern del Japó degut a l'escás interés en la seua compra per part dels inversors privats, els quals veuen en aquestes companyies una molt baixa rendibilitat i fins i tot una tendència deficitària atés el despoblament de les àrees rurals de Shikoku.

## Línies
JR Shikoku opera una xarxa ferroviària de 855,2 quilòmetres. El 1988, JR Shikoku, a diferència d'altres companyies de la Japan Railways, va deixar d'emprar l'antic sistema de classificació de línies (principals, secundàries i brancals). Abans d'això, les línies Dosan, Kōtoku, Tokushima i Yosan estaven considerades com a línies principals.
Cada línia té un color assignat i una lletra identificativa, a més, cada estació d'una línia té un número assignat. Per exemple, l'estació de Naruto de la línia Naruto (identificada amb la lletra N) és codificada com l'estació N10. Tot i que aquest sistema és actualment àmpliament utilitzat per les companyies de ferrocarril de tot el Japó i en especial els sistemes de metro, JR Shikoku fou la primera companyia del grup JR en emprar aquest sistema.
| Color             | Sigla                         | Nom                           | Nom                | Japonès                        | Termini               |
| Línies principals | Línies principals             | Línies principals             | Línies principals  | Línies principals              | Línies principals     |
| ----------------- | ----------------------------- | ----------------------------- | ------------------ | ------------------------------ | --------------------- |
|                   | -                             | Línia Honshi-Bisan            | Línia Honshi-Bisan | 本四備讃線                     | Kojima — Utazu        |
|                   | Y                             | Línia Yosan                   | Línia principal    | 予讃線                         | Takamatsu — Matsuyama |
| U                 | Matsuyama — Mukaibara         | Línia Yosan                   | Línia principal    | 予讃線                         |                       |
| U                 | Línia de brancal (Nova línia) | Línia Yosan                   | Mukaibara — Uchiko | 予讃線                         |                       |
| U                 | Línia Uchiko                  | Línia Uchiko                  | 内子線             | Uchiko — Niiya                 |                       |
| U                 | Línia Yosan                   | Línia de brancal (Nova línia) | 予讃線             | Niiya — Iyo-Ōzu                |                       |
| U                 | Línia Yosan                   | Línia principal               | 予讃線             | Iyo-Ōzu — Uwajima              |                       |
|                   | Línia Yosan                   | S                             | 予讃線             | Línia principal (Antiga línia) | Mukaibara — Iyo-Ōzu   |
|                   | T                             | Línia Kōtoku                  | Línia Kōtoku       | 高徳線                         | Takamatsu — Tokushima |
|                   | D                             | Línia Dosan                   | Línia Dosan        | 土讃線                         | Tadotsu — Kōchi       |
| K                 | Kōchi — Kubokawa              | Línia Dosan                   | Línia Dosan        | 土讃線                         |                       |
|                   | B                             | Línia Tokushima               | Línia Tokushima    | 徳島線                         | Tsukuda — Sako        |
| Altres línies     |                               |                               |                    |                                |                       |
|                   | M                             | Línia Mugi                    | Línia Mugi         | 牟岐線                         | Tokushima — Kaifu     |
|                   | N                             | Línia Naruto                  | Línia Naruto       | 鳴門線                         | Ikenotani — Naruto    |
|                   | G                             | Línia Yodo                    | Línia Yodo         | 予土線                         | Wakai — Kita-Uwajima  |

## Serveis de tren
JR Shikoku ofereix per als seus trajectes interurbans el servici "exprés limitat", connectant les principals ciutats de l'illa amb Okayama, a l'illa de Honshū. Per descomptat, la companyia també opera trens locals.
| Tipus          | Nom          | Terminis i estacions intermèdies importants (Estacions fora de Shikoku en parèntesi) | Tipus de cotxe                                                                 |
| -------------- | ------------ | ------------------------------------------------------------------------------------ | ------------------------------------------------------------------------------ |
| Exprés limitat | Ashizuri     | Kōchi – (Nakamura)                                                                   | Sèrie 2000 UDM                                                                 |
| Exprés limitat | Ishizuchi    | Kagawa – Ehime – Uwajima                                                             | Sèrie 2000 UDM, Sèrie 8000 UEM                                                 |
| Exprés limitat | Muroto       | Tokushima – Anan – Kaifu                                                             | KiHa sèrie 185 UDM                                                             |
| Exprés limitat | Nanpū        | (Okayama) – Kōchi – Nakamura – Sukumo                                                | Sèrie 2000 UDM                                                                 |
| Exprés limitat | Uwakai       | Matsuyama – Uwajima                                                                  | Sèrie 2000 UDM                                                                 |
| Exprés limitat | Uzushio      | (Okayama) – Takamatsu – Tokushima                                                    | KiHa sèrie 185 UDM, Sèrie 2000 UDM                                             |
| Exprés limitat | Shimanto     | Takamatsu – Kōchi – (Nakamura) – (Sukumo)                                            | Sèrie 2000 UDM                                                                 |
| Exprés limitat | Shiokaze     | (Okayama) – Matsuyama – Uwajima                                                      | Sèrie 2000 UDM, Sèrie 8000 UEM                                                 |
| Exprés limitat | Tsurugisan   | Kaifu – Tokushima – Anabuki – Awa-Ikeda                                              | KiHa sèrie 185 UDM                                                             |
| Exprés limitat | Sunrise Seto | (Tòquio) – Takamatsu                                                                 | Sèrie 285 UEM llit (operat per JR West i JR Central)                           |
| Ràpid          | Marine Liner | (Okayama) – Takamatsu                                                                | Sèrie 5000 UEM (operat per JR Shikoku) Sèrie 223-5000 UEM (operat per JR West) |

## Parc mòbil

### Unitat Elèctrica Múltiple

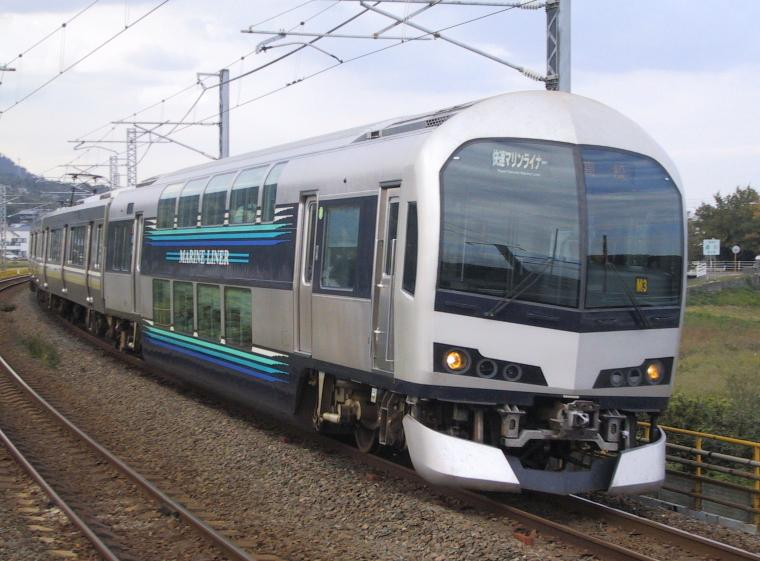
Sèrie 5000
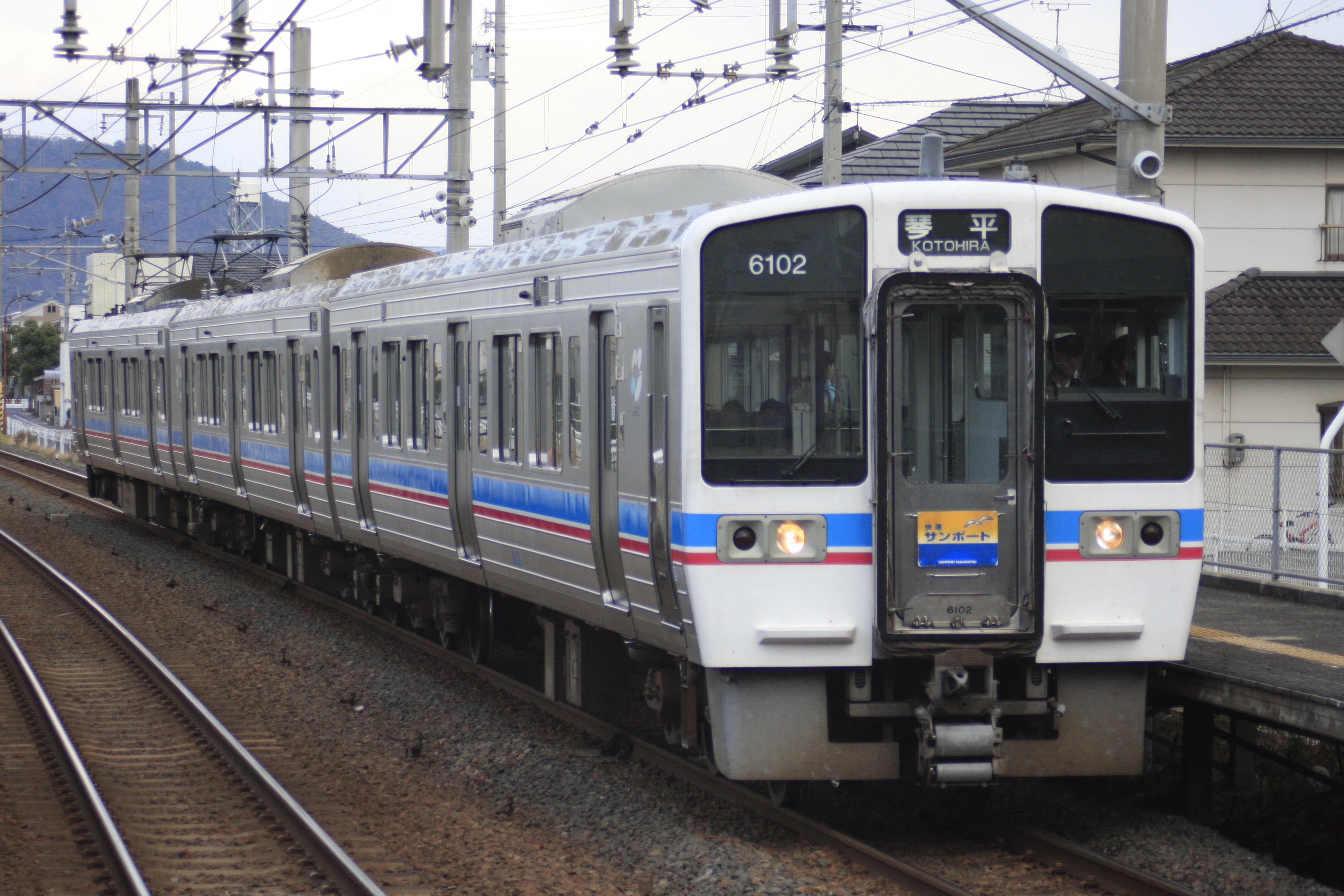
Sèrie 6000
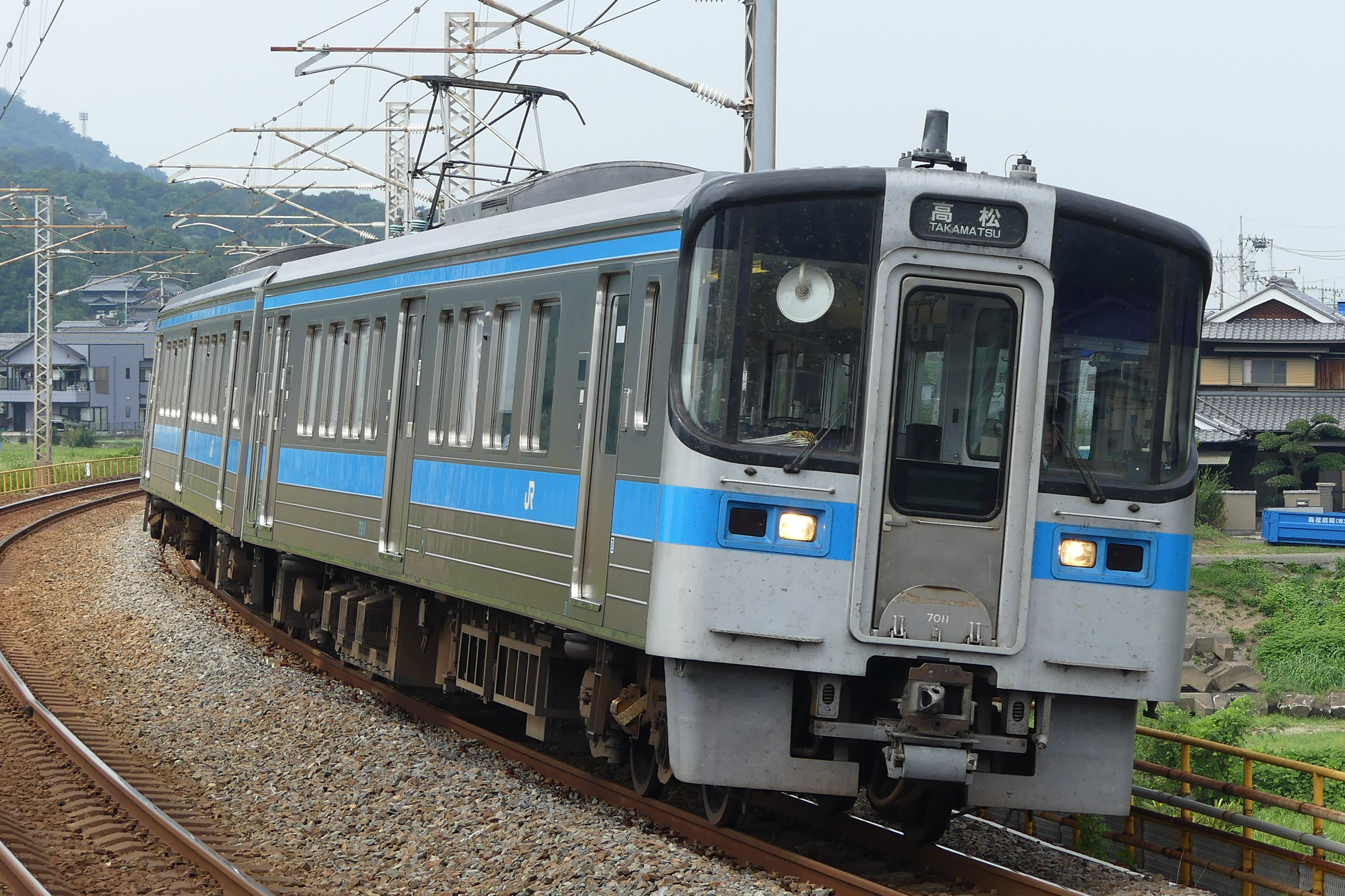
Sèrie 7000
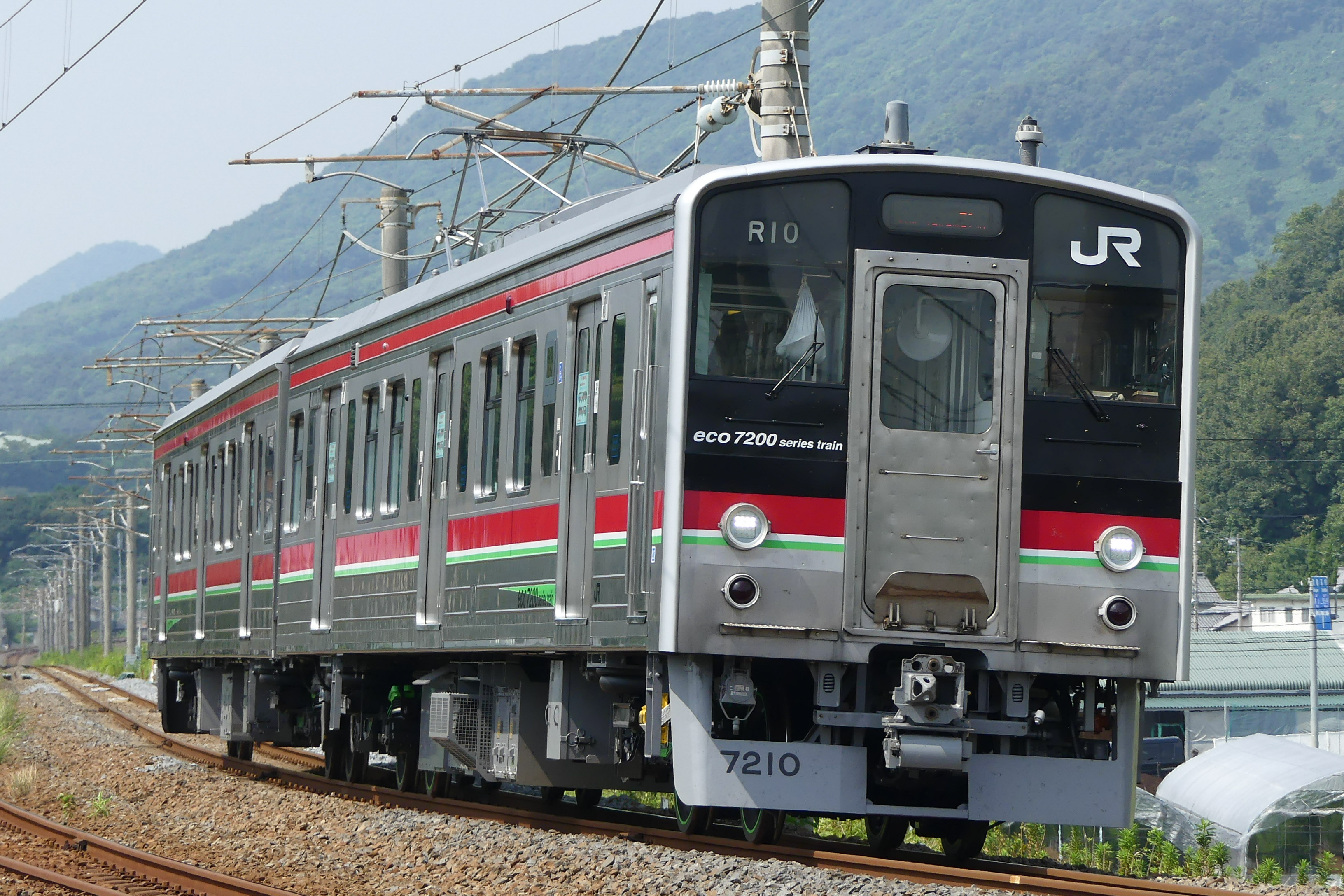
Sèrie 7200
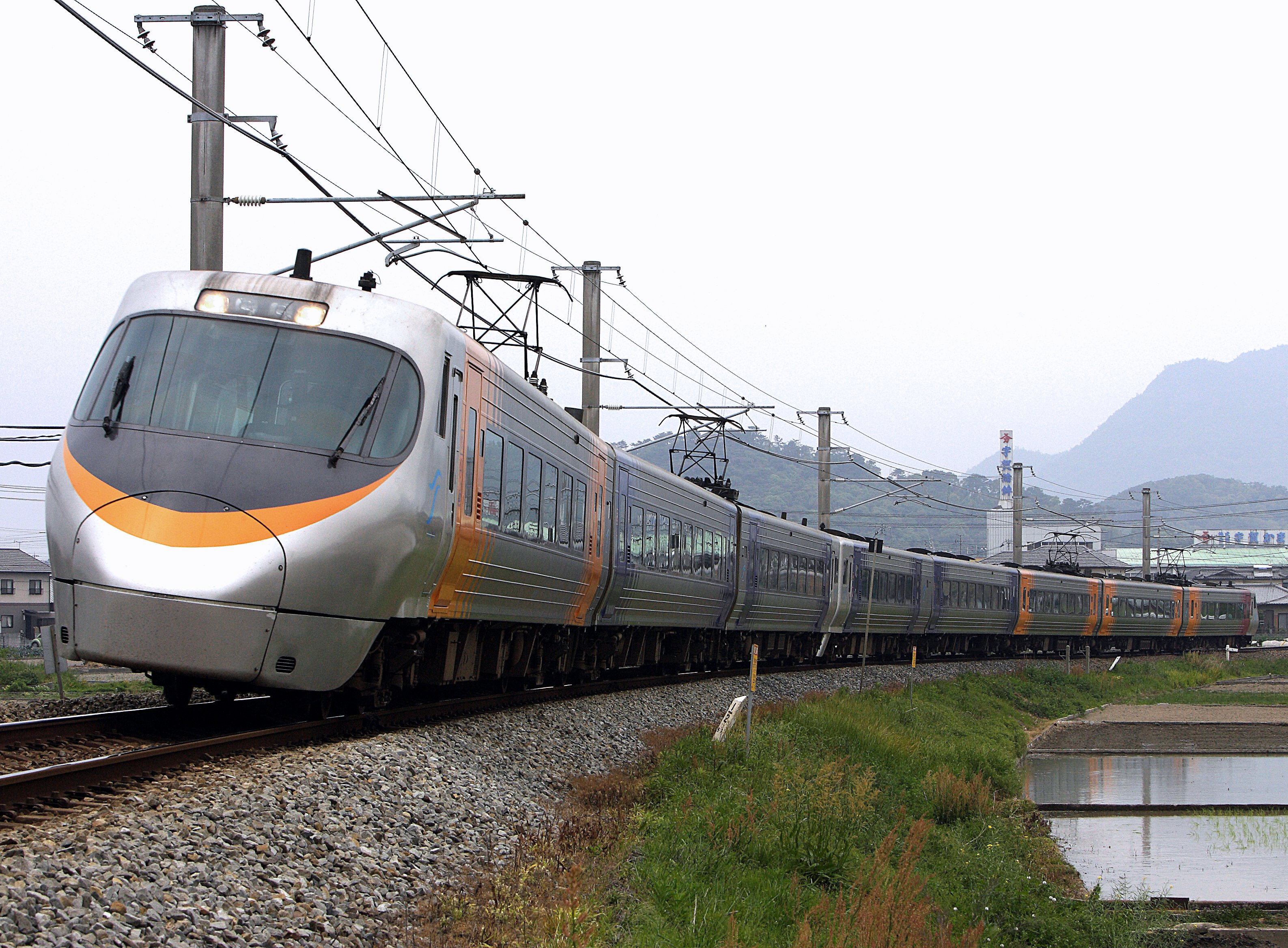
Sèrie 8000
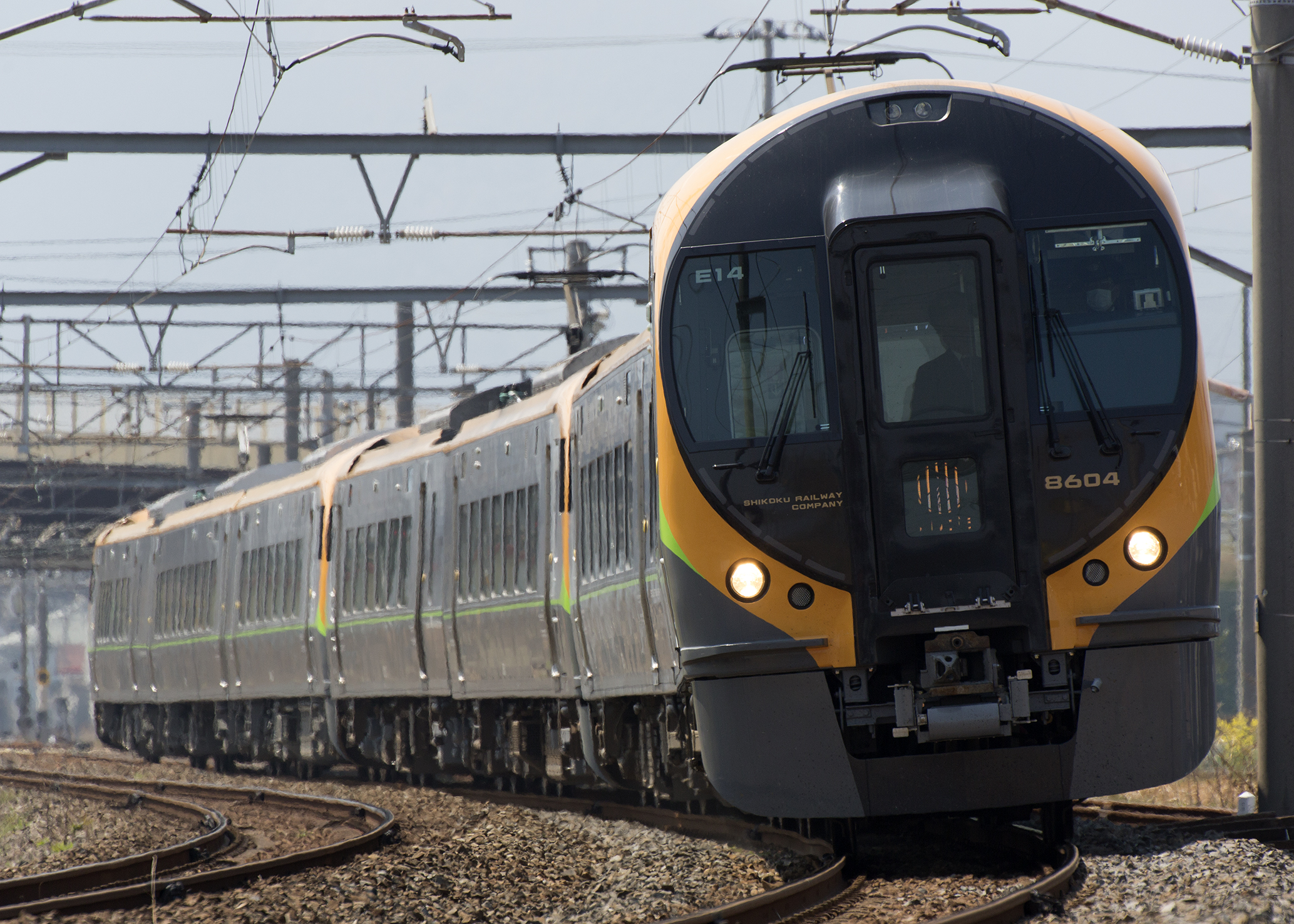
Sèrie 8600

### Unitat Dièsel Múltiple

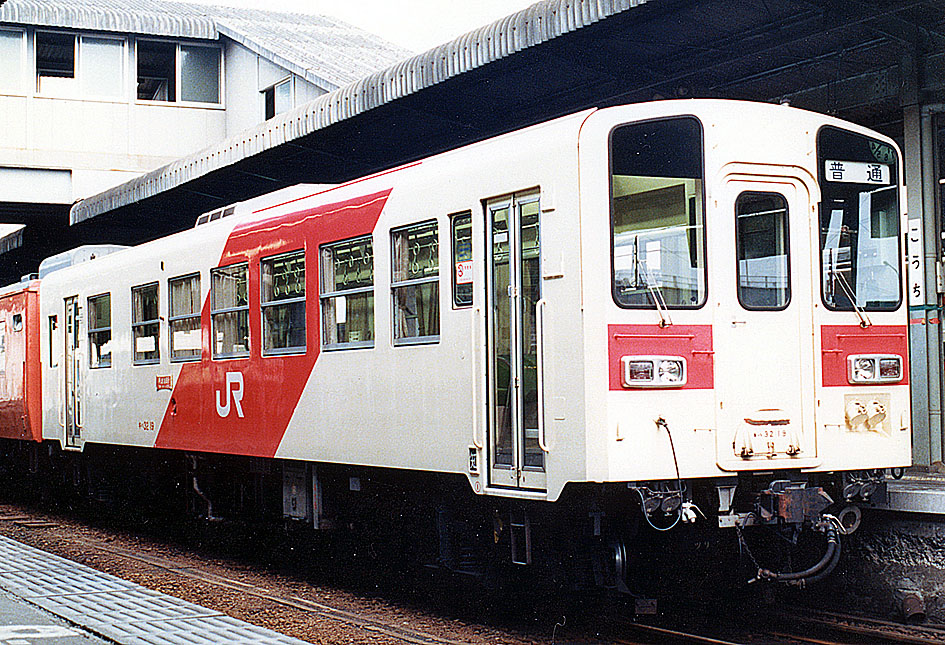
KiHa 32
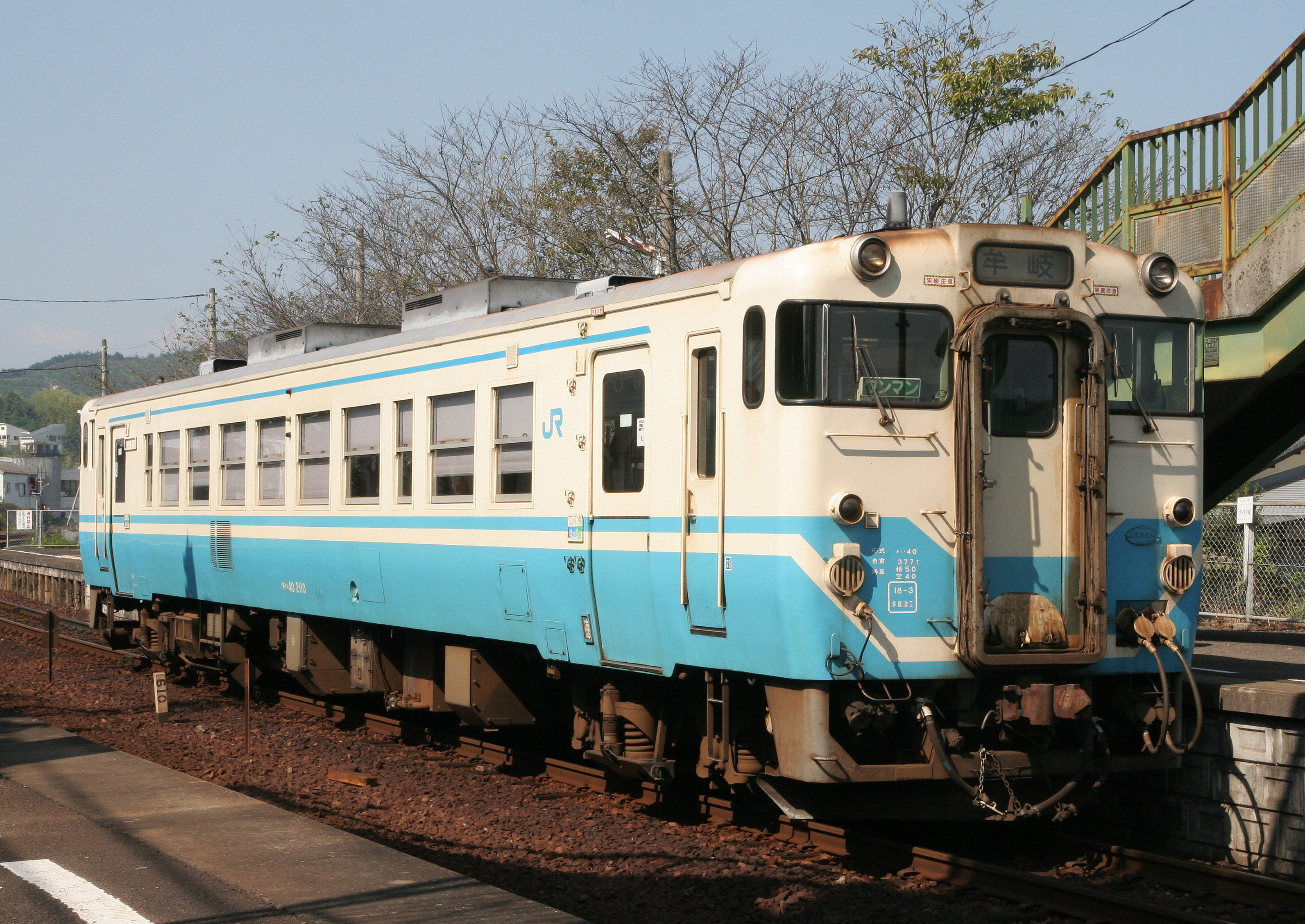
KiHa 40
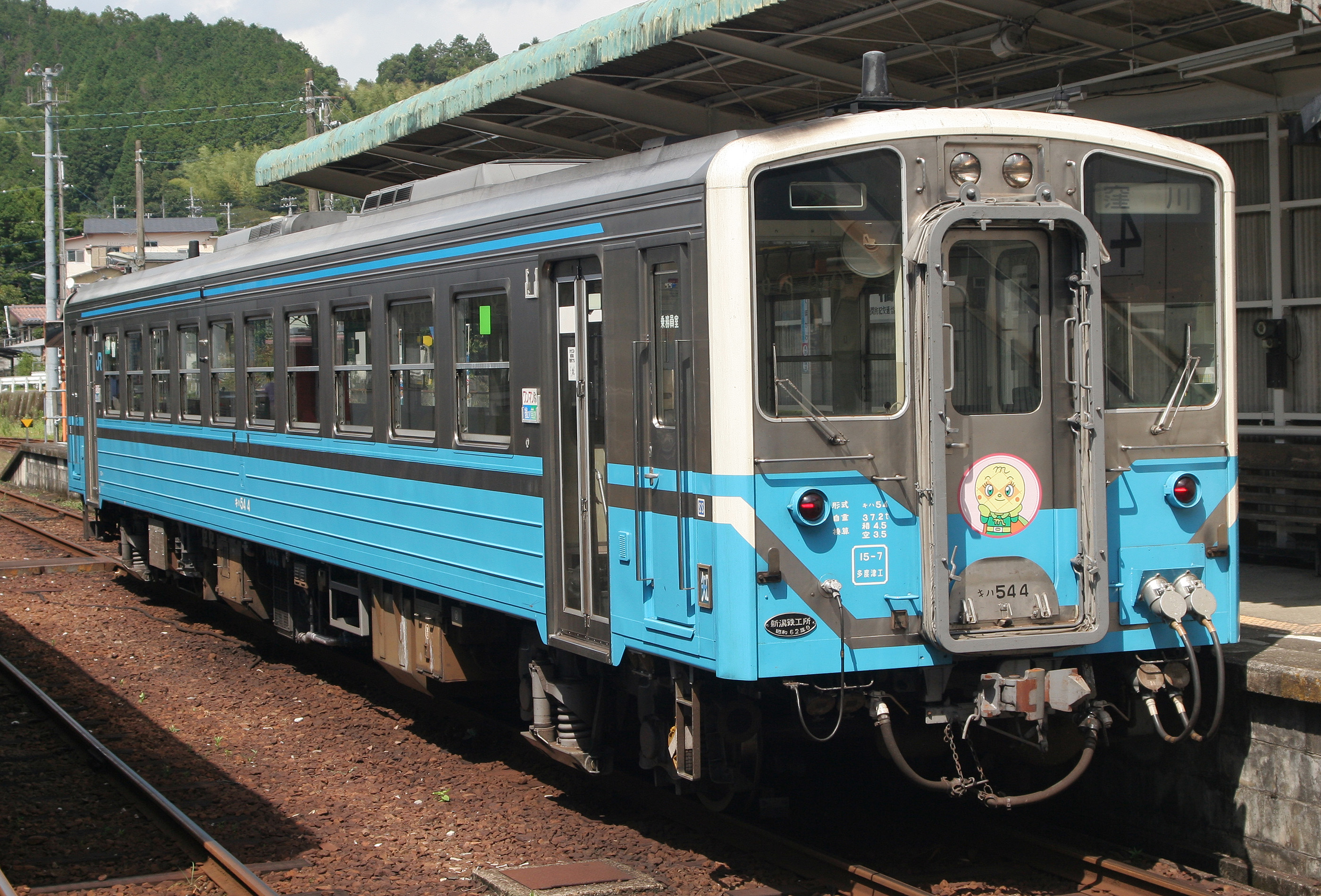
KiHa 54
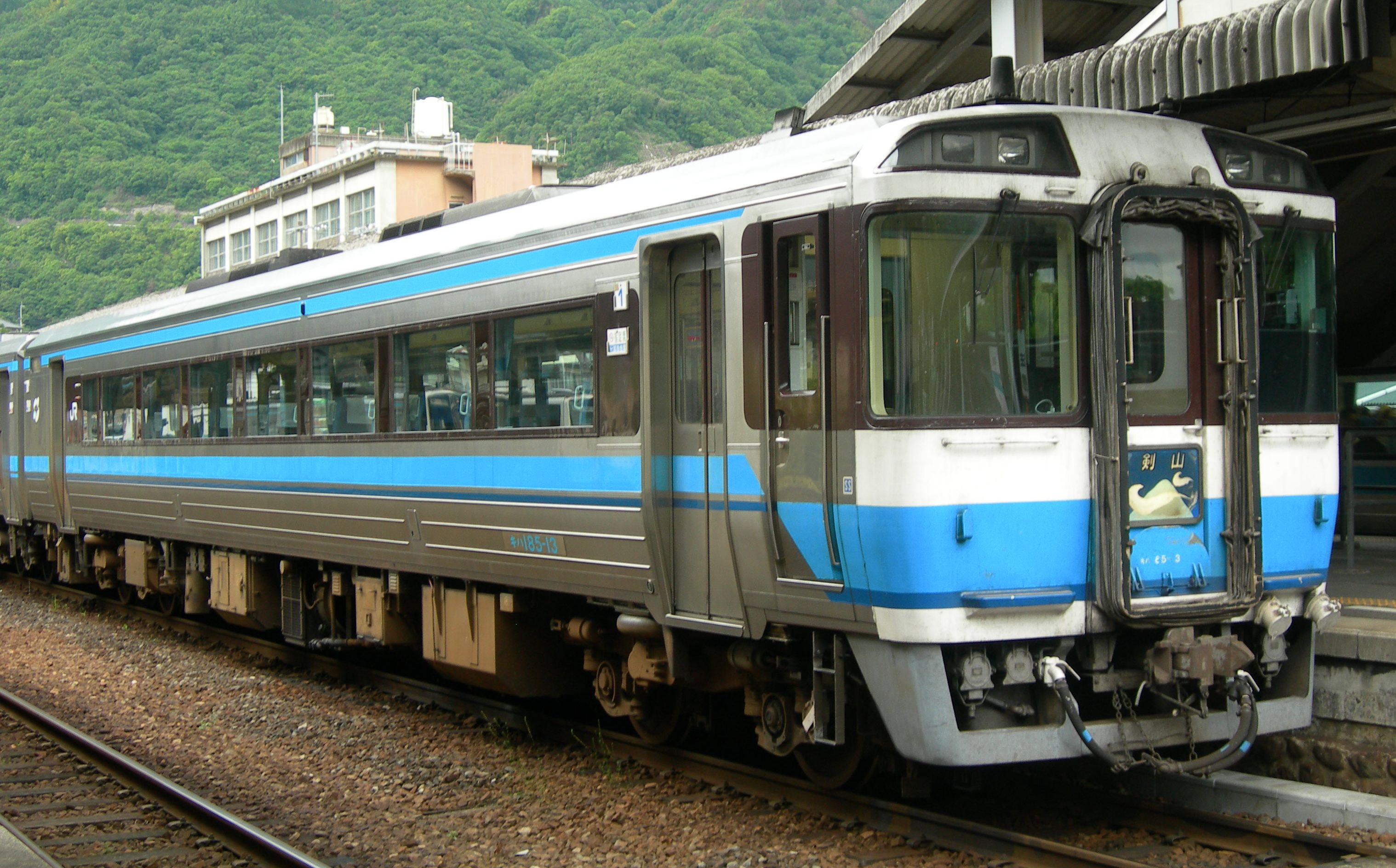
KiHa 185
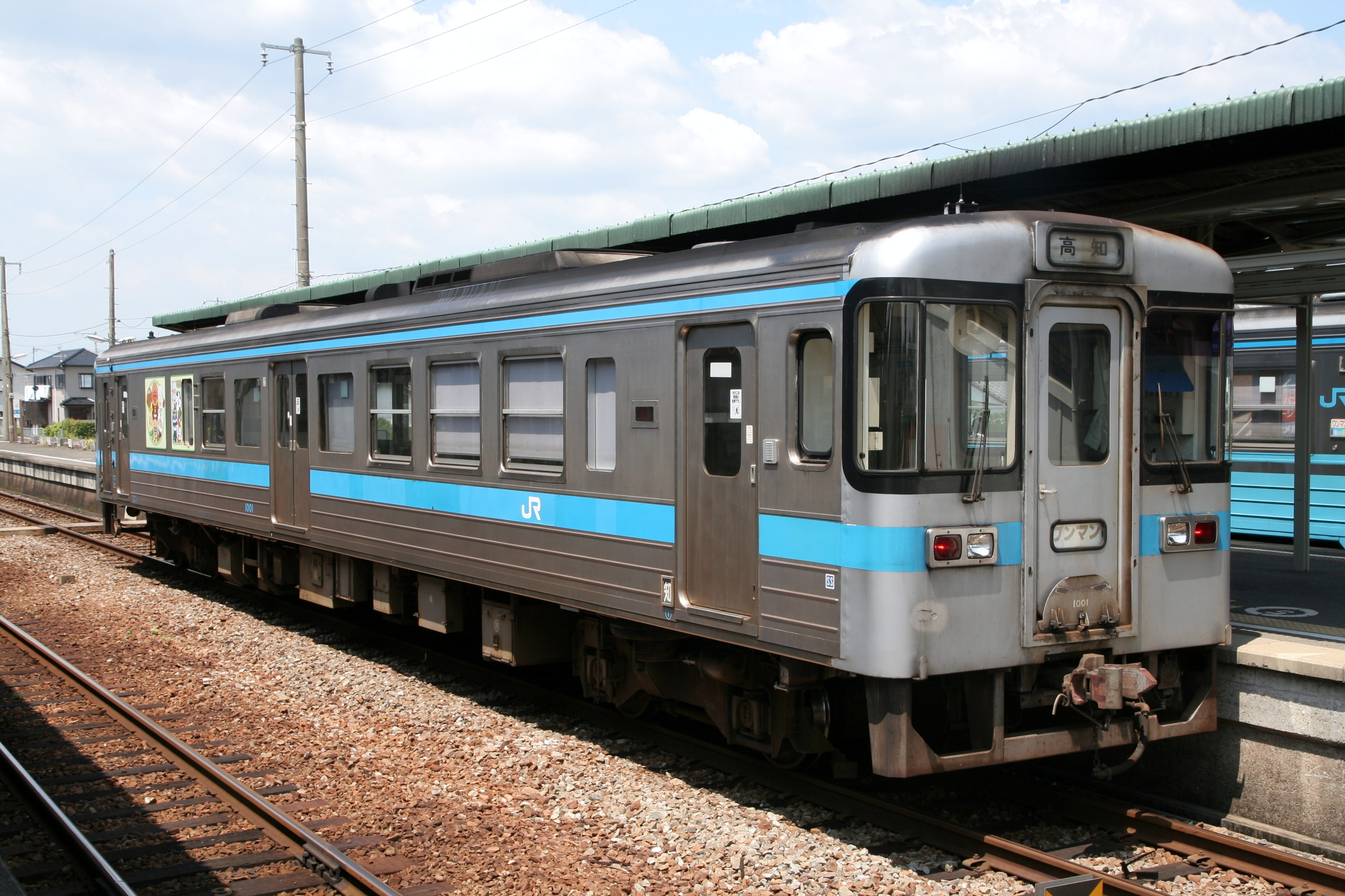
Sèrie 1000
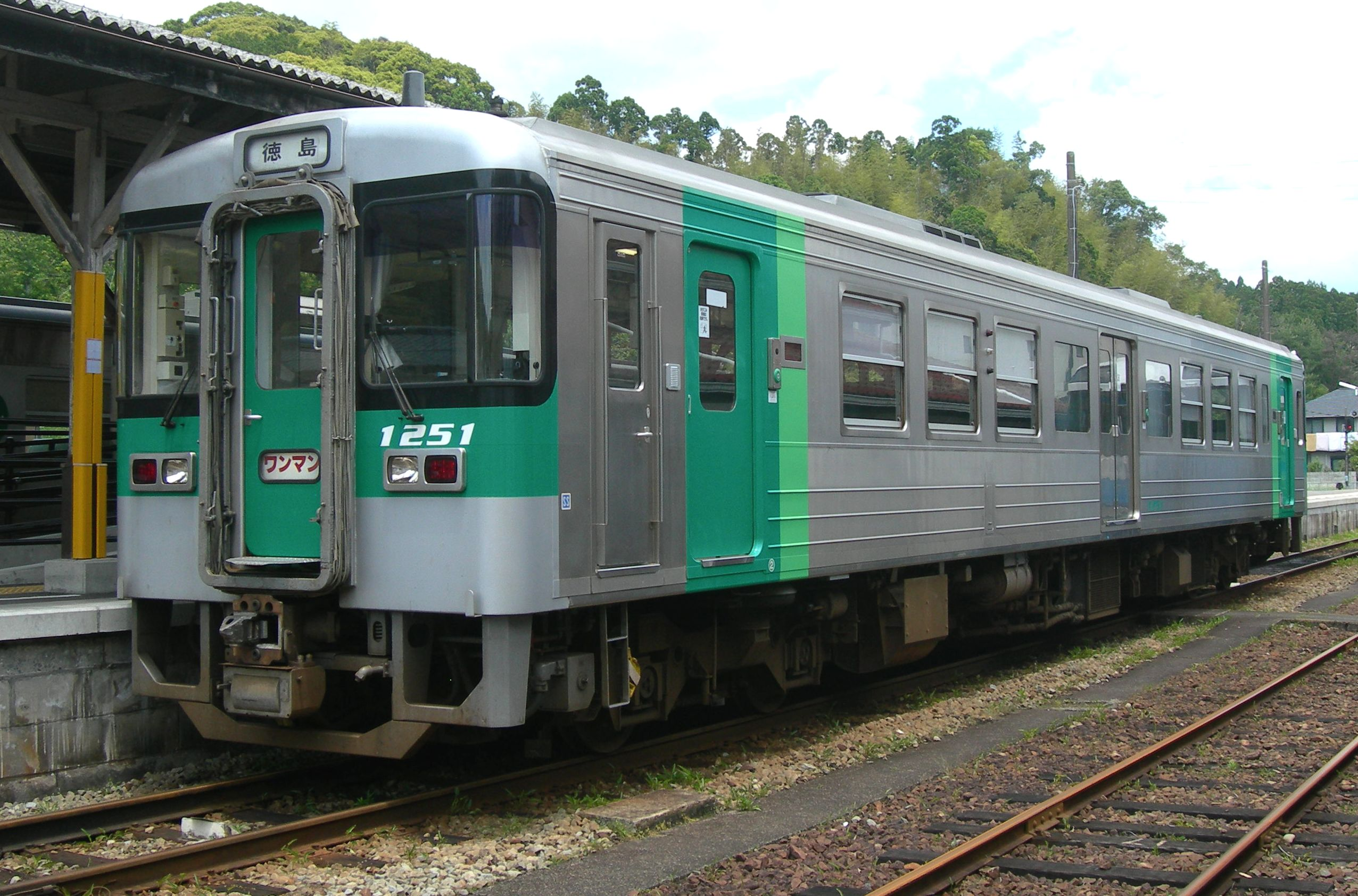
Sèrie 1200
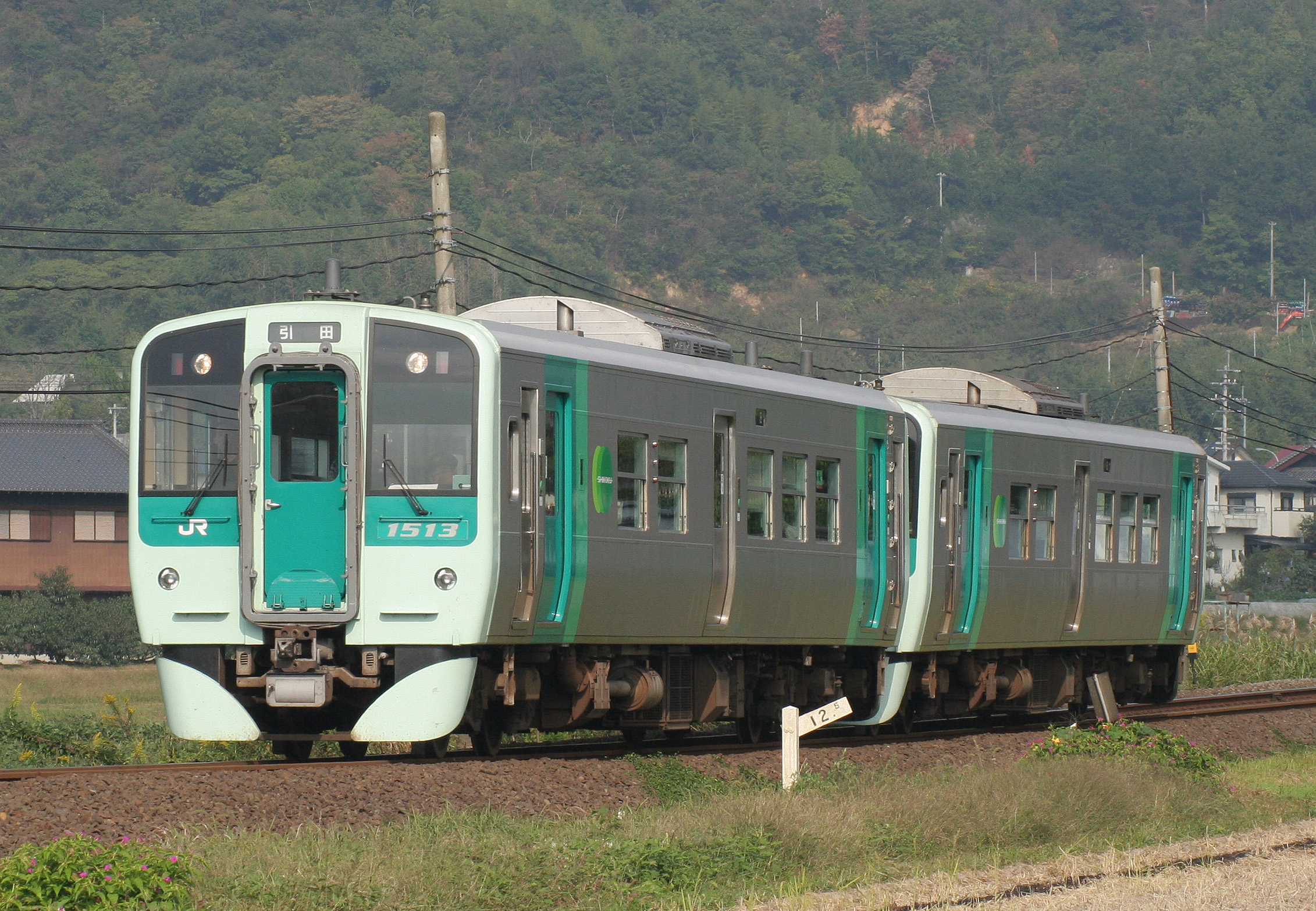
Sèrie 1500
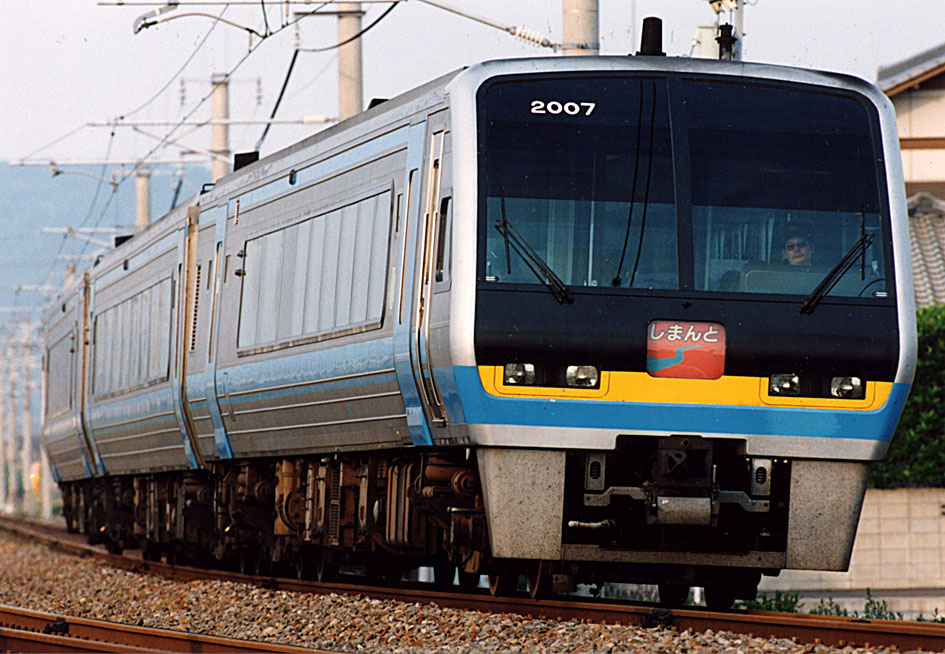
Sèrie 2000
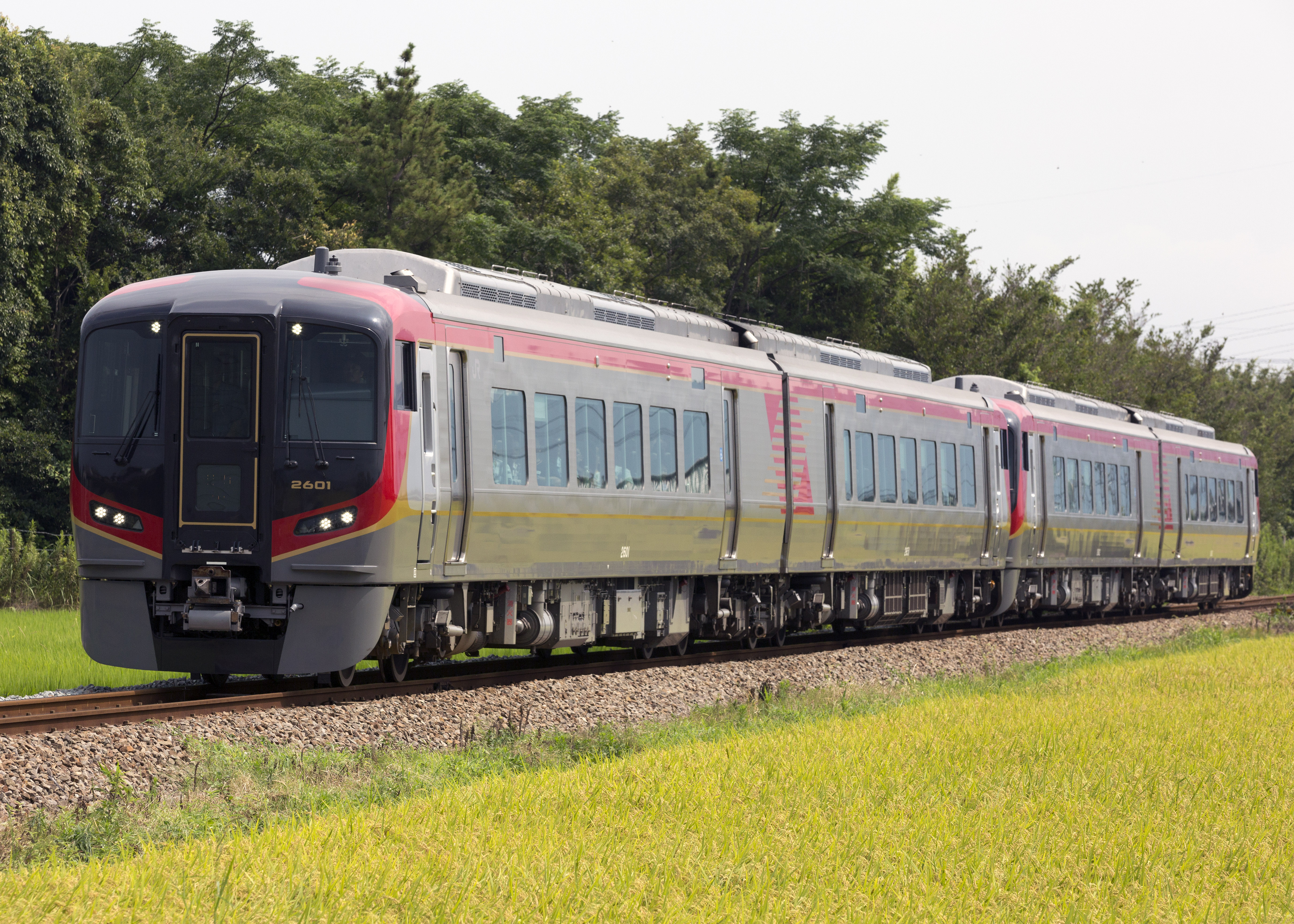
Sèrie 2600
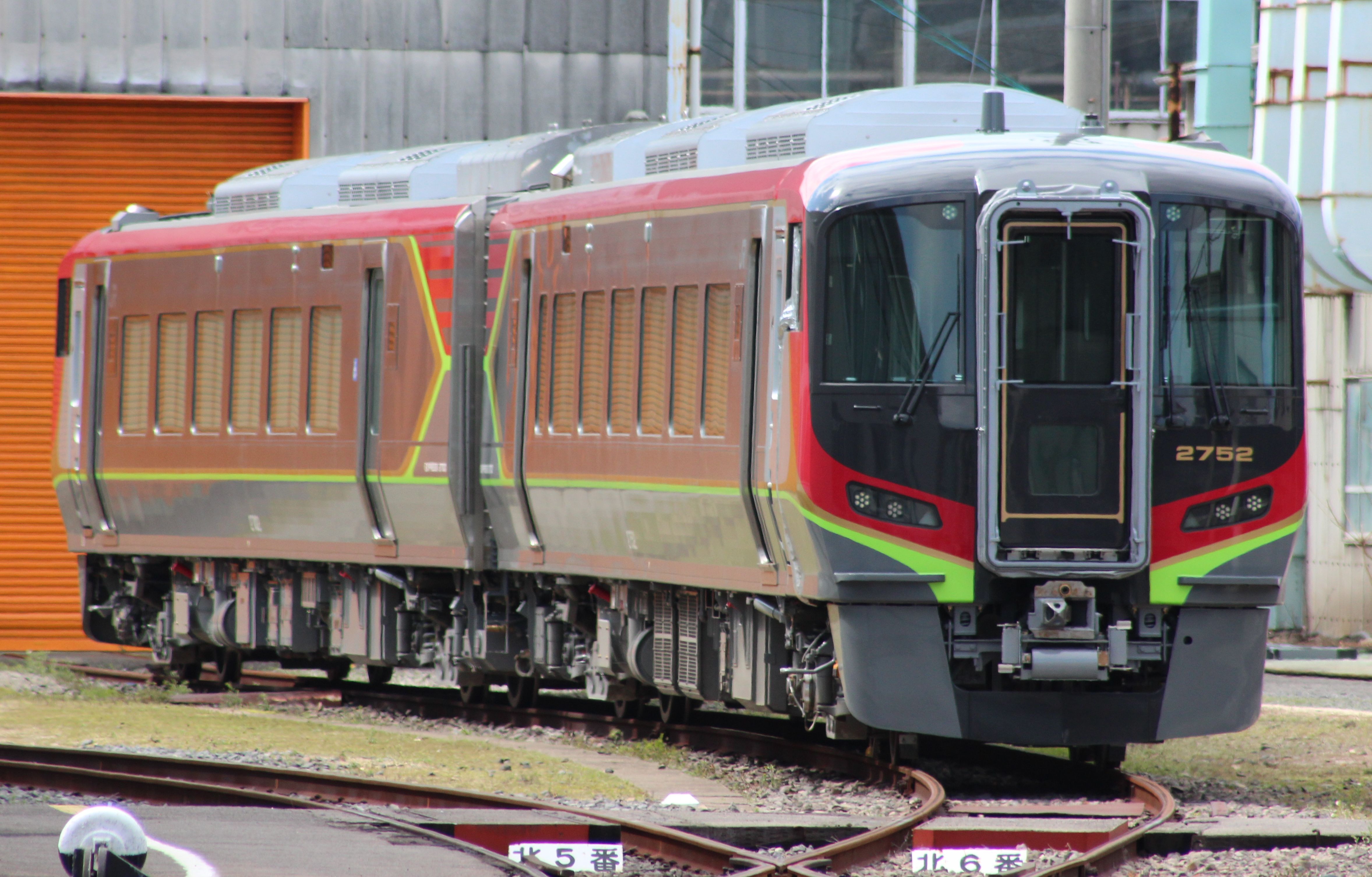
Sèrie 2700